# Jelení žlíbek
Jelení žlíbek je přírodní rezervace nacházející se v katastru městské části Brno-Bystrc v lokalitě Chrastava. Předmětem ochrany jsou přírodě blízké lesní porosty s mohutnými buky a duby s mnoha charakteristickými druhy rostlin a živočichů. Lokalita, v roce 1979 vyhlášená jako chráněný přírodní výtvor, byla po schválení zákona o ochraně přírody a krajiny v roce 1992 přeřazena do kategorie přírodní rezervace. Leží na území evropsky významné lokality Nad Brněnskou přehradou navržené k ochraně v rámci programu Natura 2000.

## Povrch
Jelení žlíbek leží na úbočí kopce Chochola (410,9 m) na pravém břehu Brněnské přehrady. Mírné až střední svahy, vystupující i zaříznuté, orientované severním a severovýchodním směrem, klesají až do údolí bezejmenného potoka. Geologické podloží je tvořeno biotickými až amfibol-biotickými granodiority, charakteristickými horninami brněnského masivu.

## Fauna a flóra
Jelení žlíbek je ukázkou málo dotčených lesních společenstev s typickou druhovou skladbou rostlin i živočichů. Dominantu stromového patra tvoří mohutné, až 200 let staré buky lesní (Fagus sylvatica), jejichž kmeny často porůstají plodnice dřevokazné houby troudnatce kopytovitého (Fomes fomentarius). Poměrně hojně se objevuje také dub zimní (Quercus petraea), dále vtroušeně habr obecný (Carpinus betulus), lípa malolistá (Tilia cordata), jilm habrolistý (Ulmus minor), javor klen (Acer pseudoplatanus), javor mléč (Acer platanoides) a javor babyka (Acer campestre). Charakteristickými druhy podrostu jsou trávy lipnice hajní (Poa nemoralis) a strdivka jednokvětá (Melica uniflora), dále svízel vonný (Galium odoratum), svízel lesní (Galium sylvaticum), kopytník evropský (Asarum europeaum) a ptačinec velkokvětý (Stellaria holostea). Celkem zde bylo zaznamenáno 167 druhů vyšších rostlin, z nichž 12 dominuje v Červeném seznamu flóry ČR, dále 16 druhů mechorostů a 11 druhů dřevokazných hub.
Lesní porosty skýtají útočiště ptákům vázaným na staré doupné stromy, významným je výskyt silně ohroženého lejska malého (Ficedula parva) a holuba doupňáka (Columba oenas). Celkem bylo na území rezervace zaznamenáno 26 druhů ptáků. Ze savců se zde vyskytuje např. ježek východní (Erinaceus concolor), veverka obecná (Sciurus vulgaris), myšice lesní (Apodemus flavicollis), myšice křovinná (Apodemus sylvaticus), srnec obecný (Capreolus capreolus), prase divoké (Sus scrofa) nebo zajíc polní (Lepus europeaus).